# Ancistrus brevipinnis
Espèce
Ancistrus brevipinnis est une espèce de poissons-chats.
Ancistrus brevipinnis atteint une taille de huit centimètres. Il réside dans la Laguna dos Patos au Brésil.